# 판타지 아일랜드
《판타지 아일랜드》(영어: Fantasy Island 또는 영어: Blumhouse's Fantasy Island)는 미국에서 제작된 제프 워들로 감독의 2020년 초자연 공포 영화이다. 마이클 페냐, 매기 큐 등이 출연하였다.
미국에서 2020년 2월 14일 소니 픽처스 릴리싱에 의해 극장 개봉하였다. 대체로 부정 평가를 받았으나 박스 오피스에서 성공을 거두었다.

## 줄거리
'판타지 아일랜드'라는 섬에 도착한 사업가 궨, 전직 경찰 패트릭, 의붓형제 JD와 브랙스, 그리고 멜러니는 각자의 소원을 이루는 특별한 경험을 하게 된다. 패트릭은 돌아가신 아버지를 기리는 전쟁에 참여하고, 브랙스 형제는 호화로운 파티의 주인공이 된다. 멜러니는 과거 자신을 괴롭혔던 슬론에게 복수하고, 궨은 오래전 거절했던 남자친구 앨런의 청혼을 받아들인다. 하지만 이들의 환상은 곧 악몽으로 변하기 시작한다.
멜러니는 슬론이 납치되어 섬에 강제로 끌려왔다는 사실을 알게 되고, 가면 쓴 외과의로부터 그녀를 구출한다. 한편 패트릭은 아버지와 똑같은 모습의 지휘관을 만나고, 궨은 앨런과의 사이에서 딸을 갖게 되지만 불행해진다. 섬의 주인이자 모든 환상의 근원인 로크는 죽은 자신의 아내가 살아있는 환상을 유지하려면 모든 소원들이 이루어져야 한다고 말한다. 이에 궨은 자신이 진정으로 원했던 소원, 즉 화재로 죽은 이웃을 구하는 환상을 요구한다.
점차 환상은 끔찍한 현실로 변질된다. 브랙스 형제는 마약 카르텔에게 인질로 잡히고, 궨은 자신의 실수로 발생한 화재 속에서 이웃을 구하려 하지만 실패한다. 외과의는 좀비가 되어 나타나고, 패트릭의 아버지는 좀비로 변한 카르텔에 의해 죽는다. 멜러니와 슬론은 좀비 외과의의 공격을 받지만 다른 손님이 목숨을 걸고 그들을 구한다.
결국 모든 손님은 로크가 만든 환상 속에서 죽임을 당할 위기에 처한다. 그들은 모두 과거 화재 사고와 연관되어 있었고, 멜러니는 사실 그 사고로 죽은 남자의 복수를 위해 이들을 섬으로 불러들인 것이 밝혀진다. 그러나 로크의 아내는 로크를 설득해 손님들을 돕게 한다. 손님들은 섬을 탈출하려 하지만 마지막 순간 멜러니의 복수심으로 인해 패트릭이 희생된다.
마지막으로 브랙스는 죽은 동생 JD를 살려달라고 소원한다. 로크는 소원을 들어주는 대신 그에게 섬에 남아 자신의 조수가 되라고 제안하고, 브랙스는 "타투"라는 새로운 이름으로 1977년 텔레비전 시리즈의 시작을 알린다. 궨, 슬론, 되살아난 JD는 섬을 떠난다.

## 출연
- 마이클 페냐 - 로크 역
- 매기 큐 - 궨 올슨 역
- 루시 헤일 - 멜러니 콜 역
- 오스틴 스토얼 - 패트릭 설리번 역
- 지미 O. 양 - 브랙스 위버 / 타투 역
- 라이언 핸슨 - J. D. 위버 역
- 포샤 더블데이 - 슬론 매디슨 역
- 마이클 루커 - 데이먼 역
- 퍼리사 피츠헨리 - 줄리아 로크 역
- 마이크 보걸 - 설리번 중위 역
- 로비 존스 - 앨런 체임버스 역
- 킴 코츠 - 악마 얼굴 역
- 샬럿 매키니 - 채스티티 역